# کریپتانتوس
کریپتانتوس (نام علمی: Cryptanthus) نام یک سرده از خانواده آناناسیان است.

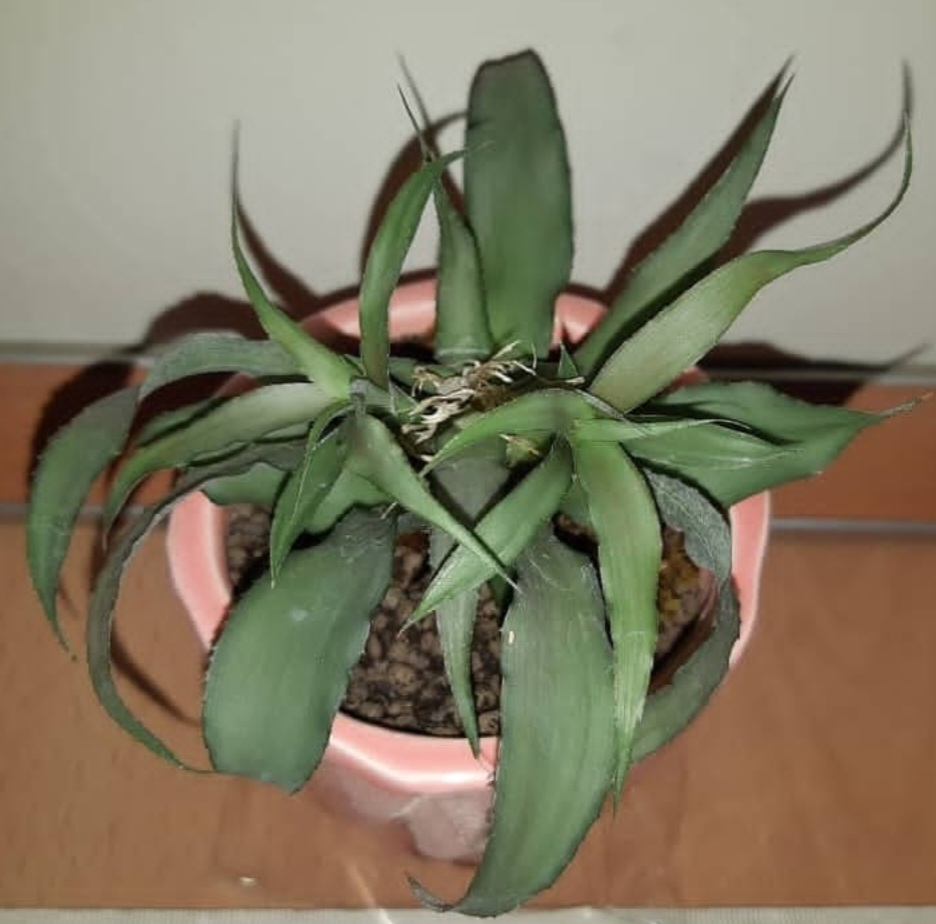
گیاه کریپتانتوس